# Meunasah Teungoh (Meurah Dua)
Meunasah Teungoh is een bestuurslaag in het regentschap Pidie Jaya van de provincie Atjeh, Indonesië. Meunasah Teungoh telt 488 inwoners (volkstelling 2010).